# Ascorhynchus parvituberculatus
Ascorhynchus parvituberculatus is een zeespin uit de familie Ascorhynchidae. De soort behoort tot het geslacht Ascorhynchus. Ascorhynchus parvituberculatus werd in 1953 voor het eerst wetenschappelijk beschreven door Stock. 